# 紫阳乡
紫阳乡，是中华人民共和国江西省赣州市上犹县下辖的一个乡镇级行政单位。

## 行政区划
紫阳乡下辖以下地区：
高基坪村、店背村、胜利村、下佐村、长岭村和秀罗村。

## 人物
中国动物遗传育种学家、中国科学院院士黄路生为该乡店背村人。